# Torneo Federal A 2019-20
El Torneo Federal A 2019-20 fue la séptima edición del certamen, perteneciente a la tercera categoría para los equipos de fútbol de los clubes indirectamente afiliados a la AFA. La etapa clasificatoria comenzó el 30 de agosto de 2019 y habría finalizado el 3 de mayo de 2020, con un receso estival entre el 7 de diciembre y el 25 de enero. Participaron 30 equipos, divididos en dos zonas de 15 cada una. Otorgaría dos ascensos a la Primera Nacional y habría habido dos descensos al Torneo Regional Federal Amateur.
Los nuevos participantes fueron los cuatro equipos ascendidos del Torneo Regional Federal Amateur 2019: Círculo Deportivo, de Comandante Nicanor Otamendi; Sportivo Peñarol, de Chimbas; Central Norte, de Salta; y Güemes, de Santiago del Estero, más el único descendido de la Primera B Nacional 2018-19: Olimpo, de Bahía Blanca.
El torneo fue suspendido provisionalmente después de la disputa de la vigésima tercera fecha de la Etapa clasificatoria, por las medidas gubernamentales para evitar la propagación de la covid-19. Finalmente, el 28 de abril, la Asociación del Fútbol Argentino canceló el torneo a causa de la extensión de la pandemia.

## Ascensos y descensos
- Equipos salientes

| Posición   | Descendidos del Torneo Federal A 2018-19 |
| ---------- | ---------------------------------------- |
| Zona A     | Independiente (N)                        |
| Zona B     | Atlético Paraná                          |
| Zona C     | San Lorenzo de Alem                      |
| Zona D     | Altos Hornos Zapla                       |
| 12.°       | Gimnasia y Tiro (S)                      |
| 12.°       | Juventud Antoniana                       |
| 15.°       | Deportivo Roca                           |
| 15.°       | Racing (C)                               |
| Sancionado | San Jorge (T)                            |

| Posición  | Ascendidos del Torneo Federal A 2018-19 |
| --------- | --------------------------------------- |
| Campeón   | Estudiantes (RC)                        |
| Gan. Rev. | Alvarado                                |

- Equipos entrantes

| Posición        | Ascendidos del Regional Federal 2019 |
| --------------- | ------------------------------------ |
| Primer ascenso  | Círculo Deportivo                    |
| Segundo ascenso | Sportivo Peñarol (C)                 |
| Tercer ascenso  | Central Norte (S)                    |
| Cuarto ascenso  | Güemes (SdE)                         |

| Promedio | Descendidos de la B Nacional 2018-19 |
| -------- | ------------------------------------ |
| 11.°     | Olimpo                               |

- De esta manera, el número de participantes disminuyó a 30 equipos.

## Sistema de disputa

### Ascensos
Se desarrollaron dos concursos, independientes uno de otro, con los 30 equipos separados en 2 zonas de 15 integrantes cada una, que se disputaron por el sistema de todos contra todos, en dos etapas. La etapa clasificatoria se jugaba a dos ruedas y los seis mejores hubieran clasificado a la etapa final, donde se habrían enfrentado en una sola rueda.  Ambos ganadores habrían obtenido el ascenso a la Primera Nacional.
Asimismo, el mejor segundo de las dos zonas jugaría contra el perdedor de la final del Reducido del campeonato de Primera B 2019-20 un único partido en cancha neutral, cuyo ganador también obtendría el ascenso.

### Descensos
Finalizada la etapa clasificatoria, los clubes ubicados en el último lugar de la tabla de posiciones de cada una de las zonas habrían descendido al Torneo Regional Federal Amateur. Los descensos fueron anulados, tras la cancelación del torneo.

### Clasificación a la Copa Argentina 2019-20
Los equipos ubicados en los trece primeros puestos de la tabla parcial de posiciones cumplida la primera ronda de la etapa clasificatoria jugarán la Fase preliminar regional de la Copa Argentina 2019-20.

## Equipos participantes
| Zona                                             | Equipo                      | Ciudad                                   | Estadio     | Capacidad                          | Liga de origen |
| ------------------------------------------------ | --------------------------- | ---------------------------------------- | ----------- | ---------------------------------- | -------------- |
| A                                                |                             |                                          |             |                                    |                |
| Club Atlético y Social Defensores de Belgrano    | Villa Ramallo               | Salomón Boeseldín                        | 3000        | Liga Nicoleña                      |                |
| Club Atlético Douglas Haig                       | Pergamino                   | Miguel Morales                           | 16 000      | Liga de Pergamino                  |                |
| Club Atlético Sarmiento                          | Resistencia                 | Centenario                               | 25 000      | Liga Chaqueña                      |                |
| Club Atlético Chaco For Ever                     | Resistencia                 | Juan Alberto García                      | 20 000      | Liga Chaqueña                      |                |
| Club Sportivo Belgrano                           | San Francisco               | Oscar Carlos Boero                       | 15 500      | Liga de San Francisco              |                |
| Club Atlético Boca Unidos                        | Corrientes                  | Leoncio Benítez                          | 8000        | Liga Correntina                    |                |
| Club Gimnasia y Esgrima                          | Concepción del Uruguay      | Manuel y Ramón Núñez                     | 9000        | Liga de Concepción del Uruguay     |                |
| Club Defensores de Pronunciamiento               | Pronunciamiento             | Delio Cardozo                            | 2000        | Liga Departamental de Colón        |                |
| Club Deportivo Juventud Unida                    | Gualeguaychú                | De los Eucaliptos                        | 5000        | Liga Departamental de Gualeguaychú |                |
| Club Sportivo General San Martín                 | Formosa                     | 17 de Octubre                            | 2000        | Liga Formoseña                     |                |
| Club Mutual Crucero del Norte                    | Garupá                      | Comandante Andrés Guacurarí              | 16 000      | Liga Posadeña                      |                |
| Club Atlético Central Norte                      | Salta                       | Dr. Luis Güemes Padre Ernesto Martearena | 6000 20 504 | Liga Salteña                       |                |
| Sportivo Atlético Club                           | Las Parejas                 | 4 de Septiembre                          | 7000        | Liga Cañadense                     |                |
| Club Atlético Unión                              | Sunchales                   | De la Avenida                            | 5600        | Liga Rafaelina                     |                |
| Club Atlético Güemes                             | Santiago del Estero         | Arturo Miranda                           | 10 000      | Liga Santiagueña                   |                |
| B                                                |                             |                                          |             |                                    |                |
| Círculo Deportivo de Comandante Nicanor Otamendi | Comandante Nicanor Otamendi | Guillermo Trama                          | 300         | Liga Marplatense                   |                |
| Club Atlético Sansinena Social y Deportivo       | General Cerri               | Luis Molina                              | 4000        | Liga del Sur                       |                |
| Club Villa Mitre                                 | Bahía Blanca                | El Fortín                                | 6000        | Liga del Sur                       |                |
| Club Olimpo                                      | Bahía Blanca                | Roberto Natalio Carminatti               | 18 000      | Liga del Sur                       |                |
| Club Atlético Social y Deportivo Camioneros      | Nueve de Abril              | Hugo Moyano                              | 5000        | Liga Lujanense                     |                |
| Club Social y Deportivo Madryn                   | Puerto Madryn               | Abel Sastre                              | 6000        | Liga Valle del Chubut              |                |
| Club Ferro Carril Oeste                          | General Pico                | El Coloso del Barrio Talleres            | 11 000      | Liga Pampeana                      |                |
| Club Atlético Huracán Las Heras                  | Las Heras                   | General San Martín                       | 10 000      | Liga Mendocina                     |                |
| Club Deportivo Maipú                             | Maipú                       | Omar Higinio Sperdutti                   | 8000        | Liga Mendocina                     |                |
| Club Cipolletti                                  | Cipolletti                  | La Visera de Cemento                     | 12 000      | Liga Deportiva Confluencia         |                |
| Club Social y Deportivo Sol de Mayo              | Viedma                      | Sol de Mayo                              | 5000        | Liga Rionegrina                    |                |
| Club Sportivo Peñarol                            | Chimbas                     | Ramón Pablo Rojas                        | 4000        | Liga Sanjuanina                    |                |
| Club Sportivo Desamparados                       | San Juan                    | El Serpentario                           | 12 000      | Liga Sanjuanina                    |                |
| Club Sportivo Estudiantes                        | San Luis                    | Héctor Odicino y Pedro Benoza            | 12 000      | Liga Sanluiseña                    |                |
| Club Atlético Juventud Unida Universitario       | San Luis                    | Mario Sebastián Diez                     | 7000        | Liga Sanluiseña                    |                |

### Distribución geográfica
Distribución geográfica de las sedes de los equipos participantes:
| Jurisdicción                             | Cant. | Equipos                                                                                       |
| ---------------------------------------- | ----- | --------------------------------------------------------------------------------------------- |
| Interior de la provincia de Buenos Aires | 6     | Círculo Deportivo, Defensores de Belgrano (VR), Douglas Haig, Sansinena, Olimpo y Villa Mitre |
| Provincia de Entre Ríos                  | 3     | Defensores de Pronunciamiento, Gimnasia y Esgrima (CdU) y Juventud Unida (G)                  |
| Provincia del Chaco                      | 2     | Chaco For Ever y Sarmiento (R)                                                                |
| Provincia de Mendoza                     | 2     | Deportivo Maipú y Huracán Las Heras                                                           |
| Provincia de Río Negro                   | 2     | Cipolletti y Sol de Mayo                                                                      |
| Provincia de San Juan                    | 2     | Desamparados y Sportivo Peñarol (C)                                                           |
| Provincia de San Luis                    | 2     | Juventud Unida Universitario y Sportivo Estudiantes                                           |
| Provincia de Santa Fe                    | 2     | Sportivo Las Parejas y Unión (S)                                                              |
| Conurbano bonaerense                     | 1     | Deportivo Camioneros                                                                          |
| Provincia del Chubut                     | 1     | Deportivo Madryn                                                                              |
| Provincia de Córdoba                     | 1     | Sportivo Belgrano                                                                             |
| Provincia de Corrientes                  | 1     | Boca Unidos                                                                                   |
| Provincia de Formosa                     | 1     | San Martín                                                                                    |
| Provincia de La Pampa                    | 1     | Ferro Carril Oeste (GP)                                                                       |
| Provincia de Misiones                    | 1     | Crucero del Norte                                                                             |
| Provincia de Salta                       | 1     | Central Norte                                                                                 |
| Provincia de Santiago del Estero         | 1     | Güemes                                                                                        |
| Total                                    | 30    |                                                                                               |

## Zona A

### Etapa clasificatoria

#### Tabla de posiciones
| Pos. | Equipo                        | Pts. | PJ | PG | PE | PP | GF | GC | Dif. |
| ---- | ----------------------------- | ---- | -- | -- | -- | -- | -- | -- | ---- |
| 1.º  | Güemes (SdE)                  | 38   | 22 | 10 | 8  | 4  | 29 | 18 | 11   |
| 2.º  | Sarmiento (R)                 | 36   | 21 | 9  | 9  | 3  | 22 | 14 | 8    |
| 3.º  | Chaco For Ever                | 35   | 21 | 10 | 5  | 6  | 26 | 19 | 7    |
| 4.º  | Sportivo Las Parejas          | 33   | 21 | 8  | 9  | 4  | 25 | 14 | 11   |
| 5.º  | Central Norte (S)             | 32   | 22 | 8  | 8  | 6  | 30 | 22 | 8    |
| 6.º  | Defensores de Pronunciamiento | 31   | 22 | 8  | 7  | 7  | 22 | 25 | −3   |
| 7.º  | Douglas Haig                  | 31   | 22 | 8  | 7  | 7  | 24 | 28 | −4   |
| 8.º  | Defensores de Belgrano (VR)   | 29   | 22 | 7  | 8  | 7  | 20 | 18 | 2    |
| 9.º  | Crucero del Norte             | 29   | 21 | 7  | 8  | 6  | 20 | 20 | 0    |
| 10.º | Unión (S)                     | 28   | 21 | 6  | 10 | 5  | 25 | 21 | 4    |
| 11.º | Boca Unidos                   | 26   | 21 | 7  | 5  | 9  | 27 | 34 | −7   |
| 12.º | Juventud Unida (G)            | 22   | 21 | 5  | 7  | 9  | 17 | 23 | −6   |
| 13.º | San Martín (F)                | 21   | 21 | 6  | 3  | 12 | 20 | 31 | −11  |
| 14.º | Sportivo Belgrano (SF)        | 20   | 22 | 4  | 8  | 10 | 21 | 29 | −8   |
| 15.º | Gimnasia y Esgrima (CdU)      | 18   | 22 | 4  | 6  | 12 | 16 | 28 | −12  |

|  | Los equipos que ocupen estas posiciones al finalizar la disputa clasificarán a la Etapa final                     |
|  | El equipo que ocupara esta posición al finalizar la disputa habría descendido al Torneo Regional Federal Amateur. |

##### Evolución de las posiciones

###### Primera rueda
| Equipo / Fecha               | 1    | 2    | 3    | 4    | 5    | 6    | 7    | 8    | 9    | 10   | 11   | 12   | 13   | 14   | 15   |
| ---------------------------- | ---- | ---- | ---- | ---- | ---- | ---- | ---- | ---- | ---- | ---- | ---- | ---- | ---- | ---- | ---- |
| Boca Unidos                  | -    | 11.º | 12.º | 05.º | 03.º | 02.º | 01.º | 02.º | 01.º | 01.º | 02.º | 04.º | 02.º | 03.º | 05.º |
| Central Norte (S)            | 06.º | 09.º | 03.º | 04.º | 09.º | 11.º | 11.º | 09.º | 10.º | 07.º | 03.º | 06.º | 06.º | 07.º | 07.º |
| Chaco For Ever               | 01.º | 02.º | 04.º | 01.º | 02.º | 06.º | 03.º | 04.º | 06.º | 03.º | 01.º | 02.º | 01.º | 02.º | 01.º |
| Crucero del Norte            | 05.º | 05.º | 05.º | 12.º | 14.º | 10.º | 07.º | 05.º | 08.º | 10.º | 10.º | 10.º | 11.º | 12.º | 13.º |
| Defensores de Belgrano (VR)  | 13.º | 05.º | 05.º | 10.º | 12.º | 14.º | 13.º | 13.º | 12.º | 12.º | 12.º | 12.º | 12.º | 13.º | 11.º |
| Defensores de Pronunciamento | 12.º | 15.º | 09.º | 09.º | 06.º | 03.º | 04.º | 06.º | 09.º | 09.º | 08.º | 09.º | 09.º | 08.º | 09.º |
| Douglas Haig                 | 13.º | 07.º | 07.º | 13.º | 07.º | 04.º | 08.º | 07.º | 03.º | 06.º | 07.º | 07.º | 07.º | 06.º | 04.º |
| Gimnasia y Esgrima (CdU)     | 11.º | 04.º | 10.º | 10.º | 12.º | 13.º | 14.º | 14.º | 15.º | 14.º | 15.º | 15.º | 15.º | 15.º | 15.º |
| Güemes (SdE)                 | 13.º | 14.º | 07.º | 03.º | 01.º | 01.º | 02.º | 01.º | 02.º | 04.º | 05.º | 01.º | 03.º | 01.º | 02.º |
| Juventud Unida (G)           | 06.º | 12.º | 12.º | 05.º | 10.º | 12.º | 12.º | 12.º | 13.º | 15.º | 14.º | 14.º | 14.º | 11.º | 14.º |
| San Martín (F)               | 04.º | 07.º | 11.º | 15.º | 15.º | 15.º | 15.º | 15.º | 14.º | 13.º | 13.º | 13.º | 10.º | 09.º | 10.º |
| Sarmiento (R)                | 01.º | 03.º | 02.º | 07.º | 05.º | 05.º | 06.º | 03.º | 05.º | 02.º | 04.º | 05.º | 05.º | 05.º | 03.º |
| Sportivo Belgrano (SF)       | 08.º | 09.º | 15.º | 08.º | 11.º | 08.º | 10.º | 11.º | 11.º | 11.º | 11.º | 11.º | 13.º | 14.º | 12.º |
| Sportivo Las Parejas         | 08.º | 13.º | 14.º | 14.º | 08.º | 09.º | 05.º | 08.º | 04.º | 05.º | 06.º | 03.º | 04.º | 04.º | 06.º |
| Unión (S)                    | 01.º | 01.º | 01.º | 02.º | 04.º | 07.º | 09.º | 10.º | 07.º | 08.º | 09.º | 08.º | 08.º | 10.º | 08.º |

| 1. |

###### Segunda rueda
| Equipo / Fecha               | 16   | 17   | 18   | 19   | 20   | 21   | 22   | 23   |
| ---------------------------- | ---- | ---- | ---- | ---- | ---- | ---- | ---- | ---- |
| Boca Unidos                  | 06.º | 05.º | 08.º | 08.º | 09.º | 10.º | 11.º | 11.º |
| Central Norte (S)            | 05.º | 07.º | 05.º | 07.º | 08.º | 07.º | 05.º | 05.º |
| Chaco For Ever               | 01.º | 02.º | 03.º | 02.º | 03.º | 02.º | 03.º | 03.º |
| Crucero del Norte            | 09.º | 11.º | 10.º | 12.º | 11.º | 11.º | 10.º | 09.º |
| Defensores de Belgrano (VR)  | 10.º | 08.º | 09.º | 11.º | 12.º | 09.º | 08.º | 08.º |
| Defensores de Pronunciamento | 13.º | 09.º | 07.º | 06.º | 04.º | 05.º | 06.º | 06.º |
| Douglas Haig                 | 04.º | 04.º | 04.º | 04.º | 05.º | 06.º | 07.º | 07.º |
| Gimnasia y Esgrima (CdU)     | 15.º | 15.º | 15.º | 15.º | 15.º | 15.º | 15.º | 15.º |
| Güemes (SdE)                 | 02.º | 01.º | 02.º | 01.º | 01.º | 01.º | 01.º | 01.º |
| Juventud Unida (G)           | 14.º | 14.º | 14.º | 14.º | 14.º | 14.º | 12.º | 12.º |
| San Martín (F)               | 12.º | 13.º | 11.º | 09.º | 10.º | 12.º | 13.º | 13.º |
| Sarmiento (R)                | 03.º | 03.º | 01.º | 03.º | 02.º | 03.º | 02.º | 02.º |
| Sportivo Belgrano (SF)       | 11.º | 12.º | 13.º | 13.º | 13.º | 13.º | 14.º | 14.º |
| Sportivo Las Parejas         | 07.º | 06.º | 06.º | 05.º | 06.º | 04.º | 04.º | 04.º |
| Unión (S)                    | 08.º | 10.º | 12.º | 10.º | 07.º | 08.º | 09.º | 10.º |

|  |

#### Tabla de posiciones parcial de la primera rueda
Esta tabla fue usada para determinar los equipos que jugaron la Fase preliminar regional de la Copa Argentina 2019-20, que fueron los que ocuparon los trece primeros puestos.
| Pos. | Equipo                       | Pts. | PJ | PG | PE | PP | GF | GC | Dif. |
| ---- | ---------------------------- | ---- | -- | -- | -- | -- | -- | -- | ---- |
| 1.º  | Chaco For Ever               | 24   | 14 | 7  | 3  | 4  | 19 | 12 | 7    |
| 2.º  | Güemes (SdE)                 | 23   | 14 | 6  | 5  | 3  | 20 | 15 | 5    |
| 3.º  | Sarmiento (R)                | 22   | 14 | 5  | 7  | 2  | 16 | 11 | 5    |
| 4.º  | Douglas Haig                 | 22   | 14 | 6  | 4  | 4  | 15 | 17 | −2   |
| 5.º  | Boca Unidos                  | 21   | 14 | 6  | 3  | 5  | 20 | 23 | −3   |
| 6.º  | Sportivo Las Parejas         | 19   | 14 | 4  | 7  | 3  | 13 | 10 | 3    |
| 7.º  | Central Norte (S)            | 18   | 14 | 4  | 6  | 4  | 18 | 16 | 2    |
| 8.º  | Unión (S)                    | 18   | 14 | 4  | 6  | 4  | 17 | 15 | 2    |
| 9.º  | Defensores de Pronunciamento | 18   | 14 | 4  | 6  | 4  | 14 | 15 | −1   |
| 10.º | San Martín (F)               | 18   | 14 | 5  | 3  | 6  | 17 | 19 | −2   |
| 11.º | Defensores de Belgrano (VR)  | 17   | 14 | 4  | 5  | 5  | 11 | 11 | 0    |
| 12.º | Sportivo Belgrano (SF)       | 17   | 14 | 4  | 5  | 5  | 16 | 17 | −1   |
| 13.º | Crucero del Norte            | 16   | 14 | 3  | 7  | 4  | 12 | 14 | −2   |
| 14.º | Juventud Unida (G)           | 15   | 14 | 3  | 6  | 5  | 13 | 14 | −1   |
| 15.º | Gimnasia y Esgrima (CdU)     | 9    | 14 | 2  | 3  | 9  | 8  | 20 | −12  |

|  | Clasificados a la Fase preliminar regional de la Copa Argentina 2019-20. |

#### Resultados

##### Primera rueda
| Fecha 1                       | Fecha 1   | Fecha 1                     | Fecha 1           | Fecha 1         | Fecha 1 |
| Local                         | Resultado | Visitante                   | Estadio           | Fecha           | Hora    |
| ----------------------------- | --------- | --------------------------- | ----------------- | --------------- | ------- |
| Güemes (SdE)                  | 0 - 2     | Unión (S)                   | Arturo Miranda    | 30 de agosto    | 22:00   |
| Defensores de Pronunciamiento | 0 - 1     | Crucero del Norte           | Delio Cardozo     | 31 de agosto    | 16:00   |
| Sportivo Las Parejas          | 0 - 0     | Sportivo Belgrano           | 4 de Septiembre   | 31 de agosto    | 19:00   |
| Sarmiento (R)                 | 2 - 0     | Defensores de Belgrano (VR) | Centenario        | 31 de agosto    | 21:30   |
| San Martín (F)                | 2 - 1     | Gimnasia y Esgrima (CdU)    | 17 de Octubre     | 1 de septiembre | 14:00   |
| Juventud Unida (G)            | 1 - 1     | Central Norte (S)           | De los Eucaliptos | 1 de septiembre | 14:00   |
| Douglas Haig                  | 0 - 2     | Chaco For Ever              | Miguel Morales    | 1 de septiembre | 14:30   |
| Libre: Boca Unidos            |           |                             |                   |                 |         |

| Fecha 2                              | Fecha 2   | Fecha 2                       | Fecha 2                     | Fecha 2          | Fecha 2 |
| Local                                | Resultado | Visitante                     | Estadio                     | Fecha            | Hora    |
| ------------------------------------ | --------- | ----------------------------- | --------------------------- | ---------------- | ------- |
| Gimnasia y Esgrima (CdU)             | 2 - 1     | Sportivo Las Parejas          | Manuel y Ramón Núñez        | 8 de septiembre  | 15:30   |
| Defensores de Belgrano (VR)          | 2 - 0     | San Martín (F)                | Salomón Boeseldín           | 8 de septiembre  | 16:00   |
| Central Norte (S)                    | 0 - 0     | Sarmiento (R)                 | Padre Ernesto Martearena    | 8 de septiembre  | 17:00   |
| Unión (S)                            | 3 - 0     | Defensores de Pronunciamiento | De la Avenida               | 8 de septiembre  | 17:00   |
| Crucero del Norte                    | 1 - 2     | Douglas Haig                  | Comandante Andrés Guacurarí | 8 de septiembre  | 17:00   |
| Sportivo Belgrano                    | 1 - 1     | Güemes (SdE)                  | Oscar Carlos Boero          | 8 de septiembre  | 17:30   |
| Chaco For Ever                       | 2 - 2     | Boca Unidos                   | Juan Alberto García         | 10 de septiembre | 21:30   |
| Libre: Juventud Unida (Gualeguaychú) |           |                               |                             |                  |         |

| Fecha 3                       | Fecha 3   | Fecha 3                     | Fecha 3         | Fecha 3          | Fecha 3 |
| Local                         | Resultado | Visitante                   | Estadio         | Fecha            | Hora    |
| ----------------------------- | --------- | --------------------------- | --------------- | ---------------- | ------- |
| Güemes (SdE)                  | 1 - 0     | Gimnasia y Esgrima (CdU)    | Arturo Miranda  | 13 de septiembre | 22:00   |
| Defensores de Pronunciamiento | 4 - 1     | Sportivo Belgrano           | Delio Cardozo   | 15 de septiembre | 15:00   |
| Douglas Haig                  | 0 - 0     | Unión (S)                   | Miguel Morales  | 15 de septiembre | 15:30   |
| Boca Unidos                   | 0 - 0     | Crucero del Norte           | Leoncio Benítez | 15 de septiembre | 16:00   |
| San Martín (F)                | 1 - 2     | Central Norte (S)           | 17 de Octubre   | 15 de septiembre | 16:00   |
| Sarmiento (R)                 | 1 - 1     | Juventud Unida (G)          | Centenario      | 15 de septiembre | 17:00   |
| Sportivo Las Parejas          | 0 - 0     | Defensores de Belgrano (VR) | 4 de Septiembre | 15 de septiembre | 18:00   |
| Libre: Chaco For Ever         |           |                             |                 |                  |         |

| Fecha 4                        | Fecha 4   | Fecha 4                       | Fecha 4                     | Fecha 4          | Fecha 4 |
| Local                          | Resultado | Visitante                     | Estadio                     | Fecha            | Hora    |
| ------------------------------ | --------- | ----------------------------- | --------------------------- | ---------------- | ------- |
| Gimnasia y Esgrima (CdU)       | 0 - 0     | Defensores de Pronunciamiento | Manuel y Ramón Núñez        | 22 de septiembre | 15:30   |
| Defensores de Belgrano (VR)    | 1 - 2     | Güemes (SdE)                  | Salomón Boeseldín           | 22 de septiembre | 16:00   |
| Unión (S)                      | 0 - 2     | Boca Unidos                   | De la Avenida               | 22 de septiembre | 16:00   |
| Juventud Unida (G)             | 2 - 0     | San Martín (F)                | De los Eucaliptos           | 22 de septiembre | 16:00   |
| Central Norte (S)              | 1 - 1     | Sportivo Las Parejas          | Padre Ernesto Martearena    | 22 de septiembre | 17:00   |
| Sportivo Belgrano              | 3 - 0     | Douglas Haig                  | Oscar Carlos Boero          | 22 de septiembre | 17:00   |
| Crucero del Norte              | 0 - 2     | Chaco For Ever                | Comandante Andrés Guacurarí | 22 de septiembre | 17:00   |
| Libre: Sarmiento (Resistencia) |           |                               |                             |                  |         |

| Fecha 5                       | Fecha 5   | Fecha 5                     | Fecha 5             | Fecha 5          | Fecha 5 |
| Local                         | Resultado | Visitante                   | Estadio             | Fecha            | Hora    |
| ----------------------------- | --------- | --------------------------- | ------------------- | ---------------- | ------- |
| Defensores de Pronunciamiento | 1 - 0     | Defensores de Belgrano (VR) | Delio Cardozo       | 29 de septiembre | 16:00   |
| Douglas Haig                  | 1 - 0     | Gimnasia y Esgrima (CdU)    | Miguel Morales      | 29 de septiembre | 16:00   |
| Boca Unidos                   | 2 - 1     | Sportivo Belgrano           | Leoncio Benítez     | 29 de septiembre | 16:30   |
| Chaco For Ever                | 1 - 1     | Unión (S)                   | Juan Alberto García | 29 de septiembre | 17:00   |
| San Martín (F)                | 0 - 1     | Sarmiento (R)               | 17 de Octubre       | 29 de septiembre | 17:00   |
| Güemes (SdE)                  | 2 - 1     | Central Norte (S)           | Arturo Miranda      | 29 de septiembre | 18:00   |
| Sportivo Las Parejas          | 2 - 0     | Juventud Unida (G)          | 4 de Septiembre     | 29 de septiembre | 18:30   |
| Libre: Crucero del Norte      |           |                             |                     |                  |         |

| Fecha 6                     | Fecha 6   | Fecha 6                       | Fecha 6                  | Fecha 6      | Fecha 6 |
| Local                       | Resultado | Visitante                     | Estadio                  | Fecha        | Hora    |
| --------------------------- | --------- | ----------------------------- | ------------------------ | ------------ | ------- |
| Central Norte (S)           | 1 - 2     | Defensores de Pronunciamiento | Padre Ernesto Martearena | 4 de octubre | 22:00   |
| Sportivo Belgrano           | 2 - 1     | Chaco For Ever                | Oscar Carlos Boero       | 6 de octubre | 11:00   |
| Gimnasia y Esgrima (CdU)    | 1 - 2     | Boca Unidos                   | Manuel y Ramón Núñez     | 6 de octubre | 16:00   |
| Juventud Unida (G)          | 1 - 2     | Güemes (SdE)                  | De los Eucaliptos        | 6 de octubre | 16:30   |
| Defensores de Belgrano (VR) | 0 - 1     | Douglas Haig                  | Salomón Boeseldín        | 6 de octubre | 17:00   |
| Unión (S)                   | 0 - 1     | Crucero del Norte             | De la Avenida            | 6 de octubre | 17:00   |
| Sarmiento (R)               | 0 - 0     | Sportivo Las Parejas          | Centenario               | 6 de octubre | 19:00   |
| Libre: San Martín (Formosa) |           |                               |                          |              |         |

| Fecha 7                       | Fecha 7   | Fecha 7                     | Fecha 7                     | Fecha 7       | Fecha 7 |
| Local                         | Resultado | Visitante                   | Estadio                     | Fecha         | Hora    |
| ----------------------------- | --------- | --------------------------- | --------------------------- | ------------- | ------- |
| Chaco For Ever                | 4 - 0     | Gimnasia y Esgrima (CdU)    | Juan Alberto García         | 11 de octubre | 21:30   |
| Güemes (SdE)                  | 1 - 1     | Sarmiento (R)               | Arturo Miranda              | 11 de octubre | 22:00   |
| Douglas Haig                  | 3 - 1     | Central Norte (S)           | Miguel Morales              | 13 de octubre | 16:00   |
| Defensores de Pronunciamiento | 0 - 0     | Juventud Unida (G)          | Delio Cardozo               | 13 de octubre | 16:00   |
| Crucero del Norte             | 1 - 0     | Sportivo Belgrano           | Comandante Andrés Guacurarí | 13 de octubre | 17:00   |
| Sportivo Las Parejas          | 3 - 0     | San Martín (F)              | 4 de Septiembre             | 13 de octubre | 18:30   |
| Boca Unidos                   | 2 - 1     | Defensores de Belgrano (VR) | Leoncio Benítez             | 13 de octubre | 18:30   |
| Libre: Unión (Sunchales)      |           |                             |                             |               |         |

| Fecha 8                     | Fecha 8   | Fecha 8                       | Fecha 8              | Fecha 8       | Fecha 8 |
| Local                       | Resultado | Visitante                     | Estadio              | Fecha         | Hora    |
| --------------------------- | --------- | ----------------------------- | -------------------- | ------------- | ------- |
| Juventud Unida (G)          | 0 - 0     | Douglas Haig                  | De los Eucaliptos    | 19 de octubre | 14:30   |
| Gimnasia y Esgrima (CdU)    | 1 - 1     | Crucero del Norte             | Manuel y Ramón Núñez | 19 de octubre | 16:00   |
| San Martín (F)              | 1 - 1     | Güemes (SdE)                  | 17 de Octubre        | 19 de octubre | 17:00   |
| Defensores de Belgrano (VR) | 2 - 0     | Chaco For Ever                | Salomón Boeseldín    | 19 de octubre | 19:00   |
| Sportivo Belgrano           | 2 - 2     | Unión (S)                     | Oscar Carlos Boero   | 19 de octubre | 19:00   |
| Sarmiento (R)               | 3 - 1     | Defensores de Pronunciamiento | Centenario           | 19 de octubre | 21:00   |
| Central Norte (S)           | 6 - 2     | Boca Unidos                   | El Gigante del Norte | 19 de octubre | 21:30   |
| Libre: Sportivo Las Parejas |           |                               |                      |               |         |

| Fecha 9                       | Fecha 9   | Fecha 9                     | Fecha 9                     | Fecha 9       | Fecha 9 |
| Local                         | Resultado | Visitante                   | Estadio                     | Fecha         | Hora    |
| ----------------------------- | --------- | --------------------------- | --------------------------- | ------------- | ------- |
| Defensores de Pronunciamiento | 2 - 2     | San Martín (F)              | Delio Cardozo               | 24 de octubre | 17:00   |
| Crucero del Norte             | 0 - 0     | Defensores de Belgrano (VR) | Comandante Andrés Guacurarí | 24 de octubre | 21:00   |
| Unión (S)                     | 3 - 1     | Gimnasia y Esgrima (CdU)    | De la Avenida               | 24 de octubre | 21:00   |
| Douglas Haig                  | 2 - 1     | Sarmiento (R)               | Miguel Morales              | 24 de octubre | 21:00   |
| Boca Unidos                   | 2 - 1     | Juventud Unida (G)          | Leoncio Benítez             | 24 de octubre | 21:30   |
| Güemes (SdE)                  | 0 - 1     | Sportivo Las Parejas        | Arturo Miranda              | 24 de octubre | 22:00   |
| Chaco For Ever                | 1 - 1     | Central Norte (S)           | Juan Alberto García         | 24 de octubre | 22:00   |
| Libre: Sportivo Belgrano      |           |                             |                             |               |         |

| Fecha 10                            | Fecha 10  | Fecha 10                      | Fecha 10             | Fecha 10       | Fecha 10 |
| Local                               | Resultado | Visitante                     | Estadio              | Fecha          | Hora     |
| ----------------------------------- | --------- | ----------------------------- | -------------------- | -------------- | -------- |
| Sportivo Las Parejas                | 0 - 0     | Defensores de Pronunciamiento | 4 de Septiembre      | 30 de octubre  | 20:00    |
| Central Norte (S)                   | 1 - 0     | Crucero del Norte             | El Gigante del Norte | 1 de noviembre | 22:00    |
| Sarmiento (R)                       | 3 - 0     | Boca Unidos                   | Centenario           | 2 de noviembre | 21:00    |
| Gimnasia y Esgrima (CdU)            | 2 - 1     | Sportivo Belgrano             | Manuel y Ramón Núñez | 3 de noviembre | 16:00    |
| San Martín (F)                      | 3 - 1     | Douglas Haig                  | 17 de Octubre        | 3 de noviembre | 17:00    |
| Juventud Unida (G)                  | 0 - 1     | Chaco For Ever                | De los Eucaliptos    | 3 de noviembre | 17:00    |
| Defensores de Belgrano (VR)         | 0 - 0     | Unión (S)                     | Salomón Boeseldín    | 3 de noviembre | 18:00    |
| Libre: Güemes (Santiago del Estero) |           |                               |                      |                |          |

| Fecha 11                                           | Fecha 11  | Fecha 11                    | Fecha 11                    | Fecha 11        | Fecha 11 |
| Local                                              | Resultado | Visitante                   | Estadio                     | Fecha           | Hora     |
| -------------------------------------------------- | --------- | --------------------------- | --------------------------- | --------------- | -------- |
| Crucero del Norte                                  | 2 - 2     | Juventud Unida (G)          | Comandante Andrés Guacurarí | 9 de noviembre  | 17:00    |
| Defensores de Pronunciamiento                      | 1 - 1     | Güemes (SdE)                | Delio Cardozo               | 10 de noviembre | 16:00    |
| Sportivo Belgrano                                  | 1 - 1     | Defensores de Belgrano (VR) | Oscar Carlos Boero          | 10 de noviembre | 17:00    |
| Douglas Haig                                       | 1 - 1     | Sportivo Las Parejas        | Miguel Morales              | 10 de noviembre | 17:30    |
| Unión (S)                                          | 1 - 2     | Central Norte (S)           | De la Avenida               | 10 de noviembre | 18:00    |
| Boca Unidos                                        | 1 - 1     | San Martín (F)              | Leoncio Benítez             | 10 de noviembre | 20:00    |
| Chaco For Ever                                     | 3 - 0     | Sarmiento (R)               | Juan Alberto García         | 11 de noviembre | 21:30    |
| Libre: Gimnasia y Esgrima (Concepción del Uruguay) |           |                             |                             |                 |          |

| Fecha 12                             | Fecha 12  | Fecha 12                 | Fecha 12             | Fecha 12        | Fecha 12 |
| Local                                | Resultado | Visitante                | Estadio              | Fecha           | Hora     |
| ------------------------------------ | --------- | ------------------------ | -------------------- | --------------- | -------- |
| San Martín (F)                       | 1 - 0     | Chaco For Ever           | 17 de Octubre        | 17 de noviembre | 17:00    |
| Juventud Unida (G)                   | 1 - 1     | Unión (S)                | De los Eucaliptos    | 17 de noviembre | 17:00    |
| Defensores de Belgrano (VR)          | 1 - 0     | Gimnasia y Esgrima (CdU) | Salomón Boeseldín    | 17 de noviembre | 18:00    |
| Güemes (SdE)                         | 3 - 1     | Douglas Haig             | Arturo Miranda       | 17 de noviembre | 19:00    |
| Sarmiento (R)                        | 2 - 2     | Crucero del Norte        | Centenario           | 17 de noviembre | 19:30    |
| Central Norte (S)                    | 0 - 1     | Sportivo Belgrano        | El Gigante del Norte | 17 de noviembre | 20:00    |
| Sportivo Las Parejas                 | 2 - 1     | Boca Unidos              | 4 de Septiembre      | 18 de noviembre | 20:30    |
| Libre: Defensores de Pronunciamiento |           |                          |                      |                 |          |

| Fecha 13                                      | Fecha 13  | Fecha 13                      | Fecha 13                    | Fecha 13        | Fecha 13 |
| Local                                         | Resultado | Visitante                     | Estadio                     | Fecha           | Hora     |
| --------------------------------------------- | --------- | ----------------------------- | --------------------------- | --------------- | -------- |
| Gimnasia y Esgrima (CdU)                      | 0 - 0     | Central Norte (S)             | Manuel y Ramón Núñez        | 24 de noviembre | 17:00    |
| Douglas Haig                                  | 1 - 1     | Defensores de Pronunciamiento | Miguel Morales              | 24 de noviembre | 17:30    |
| Crucero del Norte                             | 1 - 2     | San Martín (F)                | Comandante Andrés Guacurarí | 24 de noviembre | 18:00    |
| Unión (S)                                     | 0 - 0     | Sarmiento (R)                 | De la Avenida               | 24 de noviembre | 18:30    |
| Sportivo Belgrano                             | 0 - 1     | Juventud Unida (G)            | Oscar Carlos Boero          | 24 de noviembre | 19:30    |
| Chaco For Ever                                | 1 - 0     | Sportivo Las Parejas          | Juan Alberto García         | 24 de noviembre | 19:30    |
| Boca Unidos                                   | 2 - 1     | Güemes (SdE)                  | Leoncio Benítez             | 24 de noviembre | 20:00    |
| Libre: Defensores de Belgrano (Villa Ramallo) |           |                               |                             |                 |          |

| Fecha 14                      | Fecha 14  | Fecha 14                    | Fecha 14                 | Fecha 14        | Fecha 14 |
| Local                         | Resultado | Visitante                   | Estadio                  | Fecha           | Hora     |
| ----------------------------- | --------- | --------------------------- | ------------------------ | --------------- | -------- |
| Central Norte (S)             | 1 - 1     | Defensores de Belgrano (VR) | Padre Ernesto Martearena | 27 de noviembre | 22:00    |
| Güemes (SdE)                  | 3 - 0     | Chaco For Ever              | Arturo Miranda           | 30 de noviembre | 21:00    |
| San Martín (F)                | 2 - 0     | Unión (S)                   | 17 de Octubre            | 1 de diciembre  | 17:00    |
| Juventud Unida (G)            | 2 - 0     | Gimnasia y Esgrima (CdU)    | De los Eucaliptos        | 1 de diciembre  | 17:15    |
| Defensores de Pronunciamiento | 2 - 1     | Boca Unidos                 | Delio Cardozo            | 1 de diciembre  | 17:30    |
| Sarmiento (R)                 | 1 - 1     | Sportivo Belgrano           | Centenario               | 1 de diciembre  | 19:30    |
| Sportivo Las Parejas          | 0 - 0     | Crucero del Norte           | 4 de Septiembre          | 1 de diciembre  | 20:30    |
| Libre: Douglas Haig           |           |                             |                          |                 |          |

| Fecha 15                     | Fecha 15  | Fecha 15                      | Fecha 15                       | Fecha 15       | Fecha 15 |
| Local                        | Resultado | Visitante                     | Estadio                        | Fecha          | Hora     |
| ---------------------------- | --------- | ----------------------------- | ------------------------------ | -------------- | -------- |
| Gimnasia y Esgrima (CdU)     | 0 - 1     | Sarmiento (R)                 | Manuel y Ramón Núñez           | 7 de diciembre | 17:00    |
| Sportivo Belgrano            | 2 - 1     | San Martín (F)                | Oscar Carlos Boero             | 7 de diciembre | 17:30    |
| Crucero del Norte            | 2 - 2     | Güemes (SdE)                  | Villa Olímpica de Puerto Piray | 7 de diciembre | 18:00    |
| Unión (S)                    | 4 - 2     | Sportivo Las Parejas          | De la Avenida                  | 7 de diciembre | 18:30    |
| Defensores de Belgrano (VR)  | 2 - 1     | Juventud Unida (G)            | Salomón Boeseldín              | 7 de diciembre | 20:00    |
| Boca Unidos                  | 1 - 2     | Douglas Haig                  | Leoncio Benítez                | 7 de diciembre | 21:30    |
| Chaco For Ever               | 1 - 0     | Defensores de Pronunciamiento | Juan Alberto García            | 7 de diciembre | 21:45    |
| Libre: Central Norte (Salta) |           |                               |                                |                |          |

1. ↑  Suspendido por falta de custodia policial.[8] Se disputó el 2 de diciembre, a partir de las 17:30.

##### Segunda rueda
| Fecha 16                    | Fecha 16  | Fecha 16                      | Fecha 16                    | Fecha 16    | Fecha 16 |
| Local                       | Resultado | Visitante                     | Estadio                     | Fecha       | Hora     |
| --------------------------- | --------- | ----------------------------- | --------------------------- | ----------- | -------- |
| Sportivo Belgrano           | 0 - 0     | Sportivo Las Parejas          | Oscar Carlos Boero          | 25 de enero | 20:30    |
| Gimnasia y Esgrima (CdU)    | 1 - 0     | San Martín (F)                | Manuel y Ramón Núñez        | 26 de enero | 17:30    |
| Crucero del Norte           | 2 - 0     | Defensores de Pronunciamiento | Comandante Andrés Guacurarí | 26 de enero | 18:00    |
| Unión (S)                   | 0 - 0     | Güemes (SdE)                  | De la Avenida               | 26 de enero | 19:00    |
| Chaco For Ever              | 2 - 1     | Douglas Haig                  | Juan Alberto García         | 26 de enero | 19:30    |
| Central Norte (S)           | 2 - 0     | Juventud Unida (G)            | Padre Ernesto Martearena    | 26 de enero | 20:00    |
| Defensores de Belgrano (VR) | 0 - 0     | Sarmiento (R)                 | Salomón Boeseldín           | 26 de enero | 20:00    |
| Libre: Boca Unidos          |           |                               |                             |             |          |

| Fecha 17                             | Fecha 17  | Fecha 17                    | Fecha 17        | Fecha 17     | Fecha 17 |
| Local                                | Resultado | Visitante                   | Estadio         | Fecha        | Hora     |
| ------------------------------------ | --------- | --------------------------- | --------------- | ------------ | -------- |
| San Martín (F)                       | 1 - 2     | Defensores de Belgrano (VR) | 17 de Octubre   | 31 de enero  | 17:45    |
| Boca Unidos                          | 2 - 0     | Chaco For Ever              | Leoncio Benítez | 31 de enero  | 21:00    |
| Sarmiento (R)                        | 1 - 0     | Central Norte (S)           | Centenario      | 31 de enero  | 21:00    |
| Douglas Haig                         | 2 - 0     | Crucero del Norte           | Miguel Morales  | 1 de febrero | 18:00    |
| Güemes (SdE)                         | 2 - 0     | Sportivo Belgrano           | Arturo Miranda  | 1 de febrero | 20:30    |
| Defensores de Pronunciamiento        | 3 - 2     | Unión (S)                   | Delio Cardozo   | 1 de febrero | 21:30    |
| Sportivo Las Parejas                 | 3 - 1     | Gimnasia y Esgrima (CdU)    | 4 de Septiembre | 2 de febrero | 18:00    |
| Libre: Juventud Unida (Gualeguaychú) |           |                             |                 |              |          |

| Fecha 18                    | Fecha 18  | Fecha 18                      | Fecha 18                    | Fecha 18      | Fecha 18 |
| Local                       | Resultado | Visitante                     | Estadio                     | Fecha         | Hora     |
| --------------------------- | --------- | ----------------------------- | --------------------------- | ------------- | -------- |
| Crucero del Norte           | 1 - 0     | Boca Unidos                   | Comandante Andrés Guacurarí | 9 de febrero  | 17:30    |
| Juventud Unida (G)          | 0 - 1     | Sarmiento (R)                 | De los Eucaliptos           | 9 de febrero  | 17:30    |
| Gimnasia y Esgrima (CdU)    | 1 - 1     | Güemes (SdE)                  | Manuel y Ramón Núñez        | 9 de febrero  | 17:30    |
| Central Norte (S)           | 4 - 0     | San Martín (F)                | Padre Ernesto Martearena    | 9 de febrero  | 18:00    |
| Unión (S)                   | 1 - 1     | Douglas Haig                  | De la Avenida               | 9 de febrero  | 19:00    |
| Sportivo Belgrano           | 1 - 2     | Defensores de Pronunciamiento | Oscar Carlos Boero          | 9 de febrero  | 20:30    |
| Defensores de Belgrano (VR) | 1 - 1     | Sportivo Las Parejas          | Salomón Boeseldín           | 10 de febrero | 21:00    |
| Libre: Chaco For Ever       |           |                               |                             |               |          |

| Fecha 19                       | Fecha 19  | Fecha 19                    | Fecha 19            | Fecha 19      | Fecha 19 |
| Local                          | Resultado | Visitante                   | Estadio             | Fecha         | Hora     |
| ------------------------------ | --------- | --------------------------- | ------------------- | ------------- | -------- |
| Güemes (SdE)                   | 2 - 0     | Defensores de Belgrano (VR) | Arturo Miranda      | 15 de febrero | 17:00    |
| San Martín (F)                 | 2 - 1     | Juventud Unida (G)          | 17 de Octubre       | 15 de febrero | 17:45    |
| Sportivo Las Parejas           | 3 - 0     | Central Norte (S)           | 4 de Septiembre     | 15 de febrero | 19:00    |
| Douglas Haig                   | 2 - 1     | Sportivo Belgrano           | Miguel Morales      | 16 de febrero | 17:30    |
| Defensores de Pronunciamiento  | 1 - 0     | Gimnasia y Esgrima (CdU)    | Delio Cardozo       | 16 de febrero | 17:30    |
| Chaco For Ever                 | 3 - 2     | Crucero del Norte           | Juan Alberto García | 16 de febrero | 19:30    |
| Boca Unidos                    | 1 - 2     | Unión (S)                   | Leoncio Benítez     | 16 de febrero | 20:00    |
| Libre: Sarmiento (Resistencia) |           |                             |                     |               |          |

| Fecha 20                    | Fecha 20  | Fecha 20                      | Fecha 20                 | Fecha 20      | Fecha 20 |
| Local                       | Resultado | Visitante                     | Estadio                  | Fecha         | Hora     |
| --------------------------- | --------- | ----------------------------- | ------------------------ | ------------- | -------- |
| Sportivo Belgrano           | 2 - 2     | Boca Unidos                   | Oscar Carlos Boero       | 21 de febrero | 21:15    |
| Central Norte (S)           | 0 - 0     | Güemes (SdE)                  | Padre Ernesto Martearena | 21 de febrero | 22:00    |
| Gimnasia y Esgrima (CdU)    | 0 - 0     | Douglas Haig                  | Manuel y Ramón Núñez     | 23 de febrero | 17:00    |
| Juventud Unida (G)          | 1 - 0     | Sportivo Las Parejas          | De los Eucaliptos        | 23 de febrero | 17:30    |
| Unión (S)                   | 2 - 0     | Chaco For Ever                | De la Avenida            | 23 de febrero | 18:30    |
| Sarmiento (R)               | 1 - 0     | San Martín (F)                | Centenario               | 23 de febrero | 19:30    |
| Defensores de Belgrano (VR) | 0 - 1     | Defensores de Pronunciamiento | Salomón Boeseldín        | 23 de febrero | 20:00    |
| Libre: Crucero del Norte    |           |                               |                          |               |          |

| Fecha 21                      | Fecha 21  | Fecha 21                    | Fecha 21                    | Fecha 21      | Fecha 21 |
| Local                         | Resultado | Visitante                   | Estadio                     | Fecha         | Hora     |
| ----------------------------- | --------- | --------------------------- | --------------------------- | ------------- | -------- |
| Defensores de Pronunciamiento | 1 - 4     | Central Norte (S)           | Delio Cardozo               | 29 de febrero | 17:00    |
| Douglas Haig                  | 2 - 5     | Defensores de Belgrano (VR) | Miguel Morales              | 29 de febrero | 17:00    |
| Crucero del Norte             | 0 - 0     | Unión (S)                   | Comandante Andrés Guacurarí | 1 de marzo    | 17:00    |
| Chaco For Ever                | 2 - 0     | Sportivo Belgrano           | Juan Alberto García         | 1 de marzo    | 19:00    |
| Boca Unidos                   | 1 - 4     | Gimnasia y Esgrima (CdU)    | Leoncio Benítez             | 1 de marzo    | 20:00    |
| Sportivo Las Parejas          | 3 - 1     | Sarmiento (R)               | 4 de Septiembre             | 1 de marzo    | 20:00    |
| Güemes (SdE)                  | 3 - 0     | Juventud Unida (G)          | Arturo Miranda              | 2 de marzo    | 22:00    |
| Libre: San Martín (Formosa)   |           |                             |                             |               |          |

| Fecha 22                    | Fecha 22  | Fecha 22                      | Fecha 22                 | Fecha 22   | Fecha 22 |
| Local                       | Resultado | Visitante                     | Estadio                  | Fecha      | Hora     |
| --------------------------- | --------- | ----------------------------- | ------------------------ | ---------- | -------- |
| Central Norte (S)           | 1 - 0     | Douglas Haig                  | Padre Ernesto Martearena | 6 de marzo | 22:00    |
| Gimnasia y Esgrima (CdU)    | 0 - 0     | Chaco For Ever                | Manuel y Ramón Núñez     | 7 de marzo | 17:00    |
| San Martín (F)              | 0 - 2     | Sportivo Las Parejas          | 17 de Octubre            | 7 de marzo | 17:20    |
| Sarmiento (R)               | 2 - 0     | Güemes (SdE)                  | Centenario               | 7 de marzo | 19:10    |
| Juventud Unida (G)          | 1 - 0     | Defensores de Pronunciamiento | De los Eucaliptos        | 8 de marzo | 17:00    |
| Sportivo Belgrano           | 0 - 1     | Crucero del Norte             | Oscar Carlos Boero       | 8 de marzo | 18:00    |
| Defensores de Belgrano (VR) | 1 - 0     | Boca Unidos                   | Salomón Boeseldín        | 8 de marzo | 20:00    |
| Libre: Unión (Sunchales)    |           |                               |                          |            |          |

| Fecha 23                      | Fecha 23  | Fecha 23                    | Fecha 23                    | Fecha 23    | Fecha 23 |
| Local                         | Resultado | Visitante                   | Estadio                     | Fecha       | Hora     |
| ----------------------------- | --------- | --------------------------- | --------------------------- | ----------- | -------- |
| Güemes (SdE)                  | 1 - 0     | San Martín (F)              | Arturo Miranda              | 13 de marzo | 22:00    |
| Defensores de Pronunciamiento | 0 - 0     | Sarmiento (R)               | Delio Cardozo               | 14 de marzo | 17:30    |
| Crucero del Norte             | 2 - 1     | Gimnasia y Esgrima (CdU)    | Comandante Andrés Guacurarí | 15 de marzo | 17:05    |
| Unión (S)                     | 1 - 1     | Sportivo Belgrano           | De la Avenida               | 15 de marzo | 18:30    |
| Boca Unidos                   | 1 - 1     | Central Norte (S)           | Leoncio Benítez             | 15 de marzo | 19:00    |
| Chaco For Ever                | 0 - 0     | Defensores de Belgrano (VR) | Juan Alberto García         | 15 de marzo | 19:00    |
| Douglas Haig                  | 1 - 1     | Juventud Unida (G)          | Miguel Morales              | 16 de marzo | 16:00    |
| Libre: Sportivo Las Parejas   |           |                             |                             |             |          |

1. ↑  Suspendido en el entretiempo por las condiciones climáticas, con el resultado 0 a 0. Se completó el 17 de febrero, a partir de las 17:00.

## Zona B

### Etapa clasificatoria

#### Tabla de posiciones
| Pos. | Equipo                       | Pts. | PJ | PG | PE | PP | GF | GC | Dif. |
| ---- | ---------------------------- | ---- | -- | -- | -- | -- | -- | -- | ---- |
| 1.º  | Villa Mitre                  | 39   | 22 | 10 | 9  | 3  | 21 | 9  | 12   |
| 2.º  | Deportivo Maipú              | 39   | 22 | 11 | 6  | 5  | 25 | 20 | 5    |
| 3.º  | Huracán Las Heras            | 35   | 22 | 8  | 11 | 3  | 17 | 14 | 3    |
| 4.º  | Deportivo Madryn             | 32   | 21 | 9  | 5  | 7  | 26 | 14 | 12   |
| 5.º  | Ferro Carril Oeste (GP)      | 31   | 21 | 7  | 10 | 4  | 21 | 19 | 2    |
| 6.º  | Juventud Unida Universitario | 31   | 21 | 8  | 7  | 6  | 19 | 18 | 1    |
| 7.º  | Sansinena                    | 31   | 22 | 8  | 7  | 7  | 18 | 20 | −2   |
| 8.º  | Olimpo                       | 27   | 22 | 8  | 3  | 11 | 23 | 22 | 1    |
| 9.º  | Deportivo Camioneros         | 25   | 22 | 5  | 10 | 7  | 18 | 21 | −3   |
| 10.º | Sportivo Estudiantes (SL)    | 25   | 21 | 7  | 4  | 10 | 19 | 24 | −5   |
| 11.º | Cipolletti                   | 25   | 22 | 5  | 10 | 7  | 25 | 31 | −6   |
| 12.º | Círculo Deportivo            | 24   | 21 | 5  | 9  | 7  | 20 | 22 | −2   |
| 13.º | Desamparados                 | 24   | 21 | 5  | 9  | 7  | 16 | 21 | −5   |
| 14.º | Sportivo Peñarol (C)         | 22   | 21 | 5  | 7  | 9  | 20 | 20 | 0    |
| 15.º | Sol de Mayo                  | 17   | 21 | 4  | 5  | 12 | 19 | 32 | −13  |

|  | Los equipos que ocupen estas posiciones al finalizar la disputa clasificarán a la Etapa final                     |
|  | El equipo que ocupara esta posición al finalizar la disputa habría descendido al Torneo Regional Federal Amateur. |

##### Evolución de las posiciones

###### Primera rueda
| Equipo / Fecha               | 1    | 2    | 3    | 4    | 5    | 6    | 7    | 8    | 9    | 10   | 11   | 12   | 13   | 14   | 15   |
| ---------------------------- | ---- | ---- | ---- | ---- | ---- | ---- | ---- | ---- | ---- | ---- | ---- | ---- | ---- | ---- | ---- |
| Cipolletti                   | 02.º | 03.º | 06.º | 04.º | 10.º | 11.º | 06.º | 03.º | 03.º | 04.º | 03.º | 04.º | 05.º | 05.º | 07.º |
| Círculo Deportivo            | 06.º | 05.º | 13.º | 14.º | 14.º | 14.º | 15.º | 15.º | 15.º | 15.º | 15.º | 15.º | 13.º | 12.º | 11.º |
| Deportivo Camioneros         | 06.º | 08.º | 14.º | 07.º | 09.º | 04.º | 04.º | 05.º | 08.º | 08.º | 10.º | 10.º | 11.º | 11.º | 10.º |
| Deportivo Madryn             | 06.º | 13.º | 04.º | 08.º | 04.º | 06.º | 08.º | 09.º | 07.º | 07.º | 09.º | 03.º | 03.º | 03.º | 04.º |
| Deportivo Maipú              | 06.º | 01.º | 05.º | 03.º | 05.º | 02.º | 01.º | 01.º | 01.º | 01.º | 01.º | 01.º | 01.º | 01.º | 01.º |
| Desamparados                 | 06.º | 05.º | 09.º | 10.º | 06.º | 09.º | 12.º | 14.º | 13.º | 12.º | 14.º | 11.º | 12.º | 14.º | 13.º |
| Ferro Carril Oeste (GP)      | 02.º | 10.º | 09.º | 10.º | 13.º | 13.º | 13.º | 08.º | 06.º | 06.º | 05.º | 05.º | 04.º | 06.º | 05.º |
| Huracán Las Heras            | 01.º | 01.º | 01.º | 02.º | 01.º | 01.º | 02.º | 02.º | 02.º | 02.º | 02.º | 02.º | 02.º | 02.º | 02.º |
| Juventud Unida Universitario | 15.º | 15.º | 15.º | 15.º | 15.º | 15.º | 14.º | 13.º | 14.º | 14.º | 13.º | 14.º | 15.º | 15.º | 15.º |
| Olimpo                       | 06.º | 08.º | 08.º | 13.º | 07.º | 03.º | 05.º | 06.º | 10.º | 11.º | 12.º | 13.º | 14.º | 13.º | 14.º |
| Sansinena                    | 06.º | 05.º | 02.º | 06.º | 03.º | 08.º | 09.º | 11.º | 09.º | 09.º | 06.º | 06.º | 07.º | 07.º | 06.º |
| Sol de Mayo                  | -    | 10.º | 03.º | 01.º | 02.º | 05.º | 07.º | 10.º | 11.º | 13.º | 11.º | 12.º | 10.º | 10.º | 12.º |
| Sportivo Estudiantes (SL)    | 02.º | 14.º | 12.º | 12.º | 08.º | 10.º | 11.º | 07.º | 04.º | 03.º | 04.º | 08.º | 06.º | 08.º | 08.º |
| Sportivo Peñarol (C)         | 06.º | 04.º | 07.º | 06.º | 12.º | 12.º | 10.º | 12.º | 12.º | 10.º | 07.º | 07.º | 09.º | 09.º | 09.º |
| Villa Mitre                  | 02.º | 10.º | 09.º | 05.º | 11.º | 07.º | 03.º | 04.º | 05.º | 05.º | 08.º | 09.º | 08.º | 04.º | 03.º |

| 1. 2. 3. |

###### Segunda rueda
| Equipo / Fecha               | 16   | 17   | 18   | 19   | 20   | 21   | 22   | 23   |
| ---------------------------- | ---- | ---- | ---- | ---- | ---- | ---- | ---- | ---- |
| Cipolletti                   | 08.º | 07.º | 07.º | 08.º | 09.º | 10.º | 11.º | 11.º |
| Círculo Deportivo            | 09.º | 09.º | 10.º | 10.º | 12.º | 13.º | 14.º | 12.º |
| Deportivo Camioneros         | 07.º | 08.º | 08.º | 09.º | 07.º | 08.º | 08.º | 09.º |
| Deportivo Madryn             | 04.º | 04.º | 04.º | 04.º | 04.º | 04.º | 04.º | 04.º |
| Deportivo Maipú              | 01.º | 01.º | 01.º | 01.º | 01.º | 02.º | 02.º | 02.º |
| Desamparados                 | 12.º | 10.º | 11.º | 11.º | 13.º | 11.º | 12.º | 13.º |
| Ferro Carril Oeste (GP)      | 05.º | 05.º | 05.º | 05.º | 05.º | 05.º | 05.º | 05.º |
| Huracán Las Heras            | 03.º | 02.º | 03.º | 03.º | 03.º | 03.º | 03.º | 03.º |
| Juventud Unida Universitario | 14.º | 12.º | 09.º | 07.º | 08.º | 06.º | 06.º | 06.º |
| Olimpo                       | 15.º | 14.º | 15.º | 14.º | 11.º | 09.º | 10.º | 08.º |
| Sansinena                    | 06.º | 06.º | 06.º | 06.º | 06.º | 07.º | 07.º | 07.º |
| Sol de Mayo                  | 13.º | 15.º | 14.º | 15.º | 15.º | 15.º | 15.º | 15.º |
| Sportivo Estudiantes (SL)    | 10.º | 13.º | 13.º | 12.º | 10.º | 12.º | 09.º | 10.º |
| Sportivo Peñarol (C)         | 11.º | 11.º | 12.º | 13.º | 14.º | 14.º | 13.º | 14.º |
| Villa Mitre                  | 02.º | 03.º | 02.º | 02.º | 02.º | 01.º | 01.º | 01.º |

|  |

#### Tabla de posiciones parcial de la primera rueda
Esta tabla fue usada para determinar los equipos que jugaron la Fase preliminar regional de la Copa Argentina 2019-20, que fueron los que ocuparon los trece primeros puestos.
| Pos. | Equipo                       | Pts. | PJ | PG | PE | PP | GF | GC | Dif. |
| ---- | ---------------------------- | ---- | -- | -- | -- | -- | -- | -- | ---- |
| 1.º  | Deportivo Maipú              | 27   | 14 | 8  | 3  | 3  | 17 | 11 | 6    |
| 2.º  | Huracán Las Heras            | 26   | 14 | 7  | 5  | 2  | 14 | 9  | 5    |
| 3.º  | Villa Mitre                  | 23   | 14 | 6  | 5  | 3  | 13 | 8  | 5    |
| 4.º  | Deportivo Madryn             | 22   | 14 | 6  | 4  | 4  | 17 | 7  | 10   |
| 5.º  | Ferro Carril Oeste (GP)      | 21   | 14 | 5  | 6  | 3  | 12 | 11 | 1    |
| 6.º  | Sansinena                    | 21   | 14 | 6  | 3  | 5  | 11 | 10 | 1    |
| 7.º  | Cipolletti                   | 18   | 14 | 4  | 6  | 4  | 16 | 16 | 0    |
| 8.º  | Sportivo Estudiantes (SL)    | 18   | 14 | 5  | 3  | 6  | 12 | 15 | −3   |
| 9.º  | Sportivo Peñarol (C)         | 17   | 14 | 4  | 5  | 5  | 14 | 12 | 2    |
| 10.º | Deportivo Camioneros         | 17   | 14 | 3  | 8  | 3  | 10 | 9  | 1    |
| 11.º | Círculo Deportivo            | 16   | 14 | 3  | 7  | 4  | 14 | 16 | −2   |
| 12.º | Sol de Mayo                  | 15   | 14 | 4  | 3  | 7  | 14 | 19 | −5   |
| 13.º | Desamparados                 | 13   | 14 | 2  | 7  | 5  | 8  | 14 | −6   |
| 14.º | Olimpo                       | 12   | 14 | 3  | 3  | 8  | 9  | 15 | −6   |
| 15.º | Juventud Unida Universitario | 12   | 14 | 2  | 6  | 6  | 9  | 18 | −9   |

|  | Clasificados a la Fase preliminar regional de la Copa Argentina 2019-20. |

#### Resultados

##### Primera rueda
| Fecha 1                   | Fecha 1   | Fecha 1                      | Fecha 1                       | Fecha 1         | Fecha 1 |
| Local                     | Resultado | Visitante                    | Estadio                       | Fecha           | Hora    |
| ------------------------- | --------- | ---------------------------- | ----------------------------- | --------------- | ------- |
| Sansinena                 | 0 - 0     | Desamparados                 | Luis Molina                   | 31 de agosto    | 15:30   |
| Sportivo Peñarol (C)      | 0 - 0     | Deportivo Maipú              | Ramón Pablo Rojas             | 31 de agosto    | 16:00   |
| Sportivo Estudiantes (SL) | 1 - 1     | Villa Mitre                  | Héctor Odicino y Pedro Benoza | 31 de agosto    | 17:00   |
| Olimpo                    | 0 - 0     | Círculo Deportivo            | Roberto N. Carminatti         | 1 de septiembre | 11:00   |
| Ferro Carril Oeste (GP)   | 1 - 1     | Cipolletti                   | El Coloso del Barrio Talleres | 1 de septiembre | 14:30   |
| Deportivo Madryn          | 0 - 0     | Deportivo Camioneros         | Abel Sastre                   | 1 de septiembre | 14:45   |
| Huracán Las Heras         | 1 - 0     | Juventud Unida Universitario | General San Martín            | 1 de septiembre | 15:00   |
| Libre: Sol de Mayo        |           |                              |                               |                 |         |

| Fecha 2                                  | Fecha 2   | Fecha 2                   | Fecha 2                | Fecha 2         | Fecha 2 |
| Local                                    | Resultado | Visitante                 | Estadio                | Fecha           | Hora    |
| ---------------------------------------- | --------- | ------------------------- | ---------------------- | --------------- | ------- |
| Círculo Deportivo                        | 1 - 1     | Huracán Las Heras         | Guillermo Trama        | 8 de septiembre | 15:00   |
| Deportivo Camioneros                     | 0 - 0     | Olimpo                    | Hugo Moyano            | 8 de septiembre | 15:30   |
| Cipolletti                               | 2 - 2     | Sportivo Peñarol (C)      | La Visera de Cemento   | 8 de septiembre | 16:00   |
| Juventud Unida Universitario             | 1 - 1     | Sansinena                 | Mario Sebastián Diez   | 8 de septiembre | 16:00   |
| Deportivo Maipú                          | 2 - 1     | Sportivo Estudiantes (SL) | Omar Higinio Sperdutti | 8 de septiembre | 17:30   |
| Desamparados                             | 1 - 1     | Sol de Mayo               | El Serpentario         | 8 de septiembre | 19:00   |
| Villa Mitre                              | 0 - 2     | Deportivo Madryn          | El Fortín              | 20 de noviembre | 21:00   |
| Libre: Ferro Carril Oeste (General Pico) |           |                           |                        |                 |         |

| Fecha 3                   | Fecha 3   | Fecha 3                      | Fecha 3                       | Fecha 3          | Fecha 3 |
| Local                     | Resultado | Visitante                    | Estadio                       | Fecha            | Hora    |
| ------------------------- | --------- | ---------------------------- | ----------------------------- | ---------------- | ------- |
| Sansinena                 | 1 - 0     | Círculo Deportivo            | Luis Molina                   | 14 de septiembre | 16:00   |
| Sportivo Peñarol (C)      | 0 - 0     | Ferro Carril Oeste (GP)      | Ramón Pablo Rojas             | 14 de septiembre | 16:00   |
| Sportivo Estudiantes (SL) | 2 - 2     | Cipolletti                   | Héctor Odicino y Pedro Benoza | 14 de septiembre | 18:00   |
| Olimpo                    | 0 - 0     | Villa Mitre                  | Roberto Natalio Carminatti    | 15 de septiembre | 15:30   |
| Sol de Mayo               | 5 - 0     | Juventud Unida Universitario | Sol de Mayo                   | 15 de septiembre | 15:30   |
| Deportivo Madryn          | 3 - 0     | Deportivo Maipú              | Abel Sastre                   | 15 de septiembre | 15:30   |
| Huracán Las Heras         | 1 - 0     | Deportivo Camioneros         | General San Martín            | 15 de septiembre | 16:00   |
| Libre: Desamparados       |           |                              |                               |                  |         |

| Fecha 4                           | Fecha 4   | Fecha 4                   | Fecha 4                       | Fecha 4          | Fecha 4 |
| Local                             | Resultado | Visitante                 | Estadio                       | Fecha            | Hora    |
| --------------------------------- | --------- | ------------------------- | ----------------------------- | ---------------- | ------- |
| Círculo Deportivo                 | 0 - 2     | Sol de Mayo               | Guillermo Trama               | 22 de septiembre | 15:00   |
| Villa Mitre                       | 2 - 0     | Huracán Las Heras         | El Fortín                     | 22 de septiembre | 15:30   |
| Deportivo Camioneros              | 1 - 0     | Sansinena                 | Hugo Moyano                   | 22 de septiembre | 15:30   |
| Juventud Unida Universitario      | 0 - 0     | Desamparados              | Mario Sebastián Diez          | 22 de septiembre | 16:15   |
| Deportivo Maipú                   | 1 - 0     | Olimpo                    | Omar Higinio Sperdutti        | 22 de septiembre | 16:30   |
| Cipolletti                        | 1 - 0     | Deportivo Madryn          | La Visera de Cemento          | 22 de septiembre | 17:00   |
| Ferro Carril Oeste (GP)           | 0 - 0     | Sportivo Estudiantes (SL) | El Coloso del Barrio Talleres | 23 de septiembre | 21:00   |
| Libre: Sportivo Peñarol (Chimbas) |           |                           |                               |                  |         |

| Fecha 5                             | Fecha 5   | Fecha 5                 | Fecha 5                       | Fecha 5          | Fecha 5 |
| Local                               | Resultado | Visitante               | Estadio                       | Fecha            | Hora    |
| ----------------------------------- | --------- | ----------------------- | ----------------------------- | ---------------- | ------- |
| Olimpo                              | 4 - 1     | Cipolletti              | Roberto Natalio Carminatti    | 29 de septiembre | 15:30   |
| Deportivo Madryn                    | 2 - 0     | Ferro Carril Oeste (GP) | Abel Sastre                   | 29 de septiembre | 15:30   |
| Sol de Mayo                         | 2 - 2     | Deportivo Camioneros    | Sol de Mayo                   | 29 de septiembre | 15:30   |
| Sansinena                           | 2 - 0     | Villa Mitre             | Luis Molina                   | 29 de septiembre | 16:00   |
| Sportivo Estudiantes (SL)           | 2 - 1     | Sportivo Peñarol (C)    | Héctor Odicino y Pedro Benoza | 29 de septiembre | 17:00   |
| Desamparados                        | 3 - 1     | Círculo Deportivo       | El Serpentario                | 29 de septiembre | 19:00   |
| Huracán Las Heras                   | 1 - 0     | Deportivo Maipú         | General San Martín            | 30 de septiembre | 16:30   |
| Libre: Juventud Unida Universitario |           |                         |                               |                  |         |

| Fecha 6                          | Fecha 6   | Fecha 6                      | Fecha 6                       | Fecha 6      | Fecha 6 |
| Local                            | Resultado | Visitante                    | Estadio                       | Fecha        | Hora    |
| -------------------------------- | --------- | ---------------------------- | ----------------------------- | ------------ | ------- |
| Cipolletti                       | 0 - 1     | Huracán Las Heras            | La Visera de Cemento          | 5 de octubre | 20:00   |
| Deportivo Camioneros             | 1 - 0     | Desamparados                 | Hugo Moyano                   | 6 de octubre | 15:30   |
| Círculo Deportivo                | 1 - 1     | Juventud Unida Universitario | Guillermo Trama               | 6 de octubre | 16:00   |
| Villa Mitre                      | 2 - 0     | Sol de Mayo                  | El Fortín                     | 6 de octubre | 16:00   |
| Sportivo Peñarol (C)             | 0 - 0     | Deportivo Madryn             | Ramón Pablo Rojas             | 6 de octubre | 16:00   |
| Deportivo Maipú                  | 2 - 0     | Sansinena                    | Omar Higinio Sperdutti        | 6 de octubre | 16:30   |
| Ferro Carril Oeste (GP)          | 0 - 1     | Olimpo                       | El Coloso del Barrio Talleres | 6 de octubre | 17:30   |
| Libre: Sportivo Estudiantes (SL) |           |                              |                               |              |         |

| Fecha 7                      | Fecha 7   | Fecha 7                   | Fecha 7                    | Fecha 7       | Fecha 7 |
| Local                        | Resultado | Visitante                 | Estadio                    | Fecha         | Hora    |
| ---------------------------- | --------- | ------------------------- | -------------------------- | ------------- | ------- |
| Sol de Mayo                  | 1 - 2     | Deportivo Maipú           | Sol de Mayo                | 13 de octubre | 15:30   |
| Sansinena                    | 1 - 3     | Cipolletti                | Luis Molina                | 13 de octubre | 16:00   |
| Juventud Unida Universitario | 1 - 1     | Deportivo Camioneros      | Mario Sebastián Diez       | 13 de octubre | 16:15   |
| Huracán Las Heras            | 0 - 1     | Ferro Carril Oeste (GP)   | General San Martín         | 13 de octubre | 16:30   |
| Olimpo                       | 0 - 1     | Sportivo Peñarol (C)      | Roberto Natalio Carminatti | 13 de octubre | 16:30   |
| Desamparados                 | 0 - 1     | Villa Mitre               | El Serpentario             | 14 de octubre | 19:00   |
| Deportivo Madryn             | 0 - 1     | Sportivo Estudiantes (SL) | Abel Sastre                | 19 de octubre | 15:30   |
| Libre: Círculo Deportivo     |           |                           |                            |               |         |

| Fecha 8                   | Fecha 8   | Fecha 8                      | Fecha 8                       | Fecha 8       | Fecha 8 |
| Local                     | Resultado | Visitante                    | Estadio                       | Fecha         | Hora    |
| ------------------------- | --------- | ---------------------------- | ----------------------------- | ------------- | ------- |
| Ferro Carril Oeste (GP)   | 1 - 0     | Sansinena                    | El Coloso del Barrio Talleres | 18 de octubre | 21:00   |
| Cipolletti                | 2 - 0     | Sol de Mayo                  | La Visera de Cemento          | 18 de octubre | 21:00   |
| Deportivo Maipú           | 3 - 0     | Desamparados                 | Omar Higinio Sperdutti        | 18 de octubre | 21:15   |
| Deportivo Camioneros      | 1 - 1     | Círculo Deportivo            | Hugo Moyano                   | 19 de octubre | 16:00   |
| Sportivo Peñarol (C)      | 1 - 2     | Huracán Las Heras            | Ramón Pablo Rojas             | 19 de octubre | 16:00   |
| Villa Mitre               | 0 - 1     | Juventud Unida Universitario | El Fortín                     | 19 de octubre | 17:00   |
| Sportivo Estudiantes (SL) | 3 - 1     | Olimpo                       | Héctor Odicino y Pedro Benoza | 31 de octubre | 21:00   |
| Libre: Deportivo Madryn   |           |                              |                               |               |         |

| Fecha 9                      | Fecha 9   | Fecha 9                   | Fecha 9                    | Fecha 9       | Fecha 9 |
| Local                        | Resultado | Visitante                 | Estadio                    | Fecha         | Hora    |
| ---------------------------- | --------- | ------------------------- | -------------------------- | ------------- | ------- |
| Círculo Deportivo            | 0 - 0     | Villa Mitre               | Guillermo Trama            | 24 de octubre | 16:00   |
| Huracán Las Heras            | 1 - 0     | Sportivo Estudiantes (SL) | General San Martín         | 24 de octubre | 16:00   |
| Sansinena                    | 2 - 0     | Sportivo Peñarol (C)      | Luis Molina                | 24 de octubre | 16:00   |
| Sol de Mayo                  | 0 - 2     | Ferro Carril Oeste (GP)   | Sol de Mayo                | 24 de octubre | 16:00   |
| Olimpo                       | 0 - 2     | Deportivo Madryn          | Roberto Natalio Carminatti | 24 de octubre | 20:30   |
| Juventud Unida Universitario | 0 - 1     | Deportivo Maipú           | Mario Sebastián Diez       | 24 de octubre | 21:15   |
| Desamparados                 | 0 - 0     | Cipolletti                | El Serpentario             | 24 de octubre | 21:30   |
| Libre: Deportivo Camioneros  |           |                           |                            |               |         |

| Fecha 10                  | Fecha 10  | Fecha 10                     | Fecha 10                      | Fecha 10       | Fecha 10 |
| Local                     | Resultado | Visitante                    | Estadio                       | Fecha          | Hora     |
| ------------------------- | --------- | ---------------------------- | ----------------------------- | -------------- | -------- |
| Deportivo Madryn          | 0 - 0     | Huracán Las Heras            | Abel Sastre                   | 3 de noviembre | 15:30    |
| Sportivo Peñarol (C)      | 5 - 0     | Sol de Mayo                  | Ramón Pablo Rojas             | 3 de noviembre | 16:00    |
| Villa Mitre               | 0 - 0     | Deportivo Camioneros         | El Fortín                     | 3 de noviembre | 17:00    |
| Deportivo Maipú           | 2 - 2     | Círculo Deportivo            | Omar Higinio Sperdutti        | 3 de noviembre | 17:30    |
| Cipolletti                | 1 - 1     | Juventud Unida Universitario | La Visera de Cemento          | 3 de noviembre | 19:00    |
| Ferro Carril Oeste (GP)   | 0 - 0     | Desamparados                 | El Coloso del Barrio Talleres | 3 de noviembre | 19:30    |
| Sportivo Estudiantes (SL) | 1 - 0     | Sansinena                    | Héctor Odicino y Pedro Benoza | 4 de noviembre | 21:00    |
| Libre: Olimpo             |           |                              |                               |                |          |

| Fecha 11                     | Fecha 11  | Fecha 11                  | Fecha 11             | Fecha 11        | Fecha 11 |
| Local                        | Resultado | Visitante                 | Estadio              | Fecha           | Hora     |
| ---------------------------- | --------- | ------------------------- | -------------------- | --------------- | -------- |
| Juventud Unida Universitario | 1 - 1     | Ferro Carril Oeste (GP)   | Mario Sebastián Diez | 9 de noviembre  | 17:00    |
| Sansinena                    | 1 - 0     | Deportivo Madryn          | Luis Molina          | 10 de noviembre | 16:00    |
| Círculo Deportivo            | 0 - 0     | Cipolletti                | Guillermo Trama      | 10 de noviembre | 16:00    |
| Sol de Mayo                  | 2 - 0     | Sportivo Estudiantes (SL) | Sol de Mayo          | 10 de noviembre | 16:00    |
| Huracán Las Heras            | 3 - 1     | Olimpo                    | General San Martín   | 10 de noviembre | 17:00    |
| Deportivo Camioneros         | 0 - 1     | Deportivo Maipú           | Hugo Moyano          | 10 de noviembre | 17:00    |
| Desamparados                 | 0 - 2     | Sportivo Peñarol (C)      | El Serpentario       | 10 de noviembre | 19:00    |
| Libre: Villa Mitre           |           |                           |                      |                 |          |

| Fecha 12                  | Fecha 12  | Fecha 12                     | Fecha 12                      | Fecha 12        | Fecha 12 |
| Local                     | Resultado | Visitante                    | Estadio                       | Fecha           | Hora     |
| ------------------------- | --------- | ---------------------------- | ----------------------------- | --------------- | -------- |
| Deportivo Maipú           | 1 - 1     | Villa Mitre                  | Omar Higinio Sperdutti        | 15 de noviembre | 21:30    |
| Deportivo Madryn          | 2 - 0     | Sol de Mayo                  | Abel Sastre                   | 16 de noviembre | 17:00    |
| Olimpo                    | 0 - 1     | Sansinena                    | Roberto Natalio Carminatti    | 17 de noviembre | 17:00    |
| Sportivo Peñarol (C)      | 1 - 0     | Juventud Unida Universitario | Ramón Pablo Rojas             | 17 de noviembre | 17:00    |
| Cipolletti                | 2 - 1     | Deportivo Camioneros         | La Visera de Cemento          | 17 de noviembre | 18:00    |
| Sportivo Estudiantes (SL) | 0 - 1     | Desamparados                 | Héctor Odicino y Pedro Benoza | 17 de noviembre | 20:00    |
| Ferro Carril Oeste (GP)   | 3 - 2     | Círculo Deportivo            | El Coloso del Barrio Talleres | 17 de noviembre | 20:00    |
| Libre: Huracán Las Heras  |           |                              |                               |                 |          |

| Fecha 13                     | Fecha 13  | Fecha 13                  | Fecha 13             | Fecha 13        | Fecha 13 |
| Local                        | Resultado | Visitante                 | Estadio              | Fecha           | Hora     |
| ---------------------------- | --------- | ------------------------- | -------------------- | --------------- | -------- |
| Sol de Mayo                  | 1 - 0     | Olimpo                    | Sol de Mayo          | 24 de noviembre | 17:00    |
| Sansinena                    | 1 - 1     | Huracán Las Heras         | Luis Molina          | 24 de noviembre | 17:00    |
| Deportivo Camioneros         | 1 - 1     | Ferro Carril Oeste (GP)   | Hugo Moyano          | 24 de noviembre | 17:00    |
| Círculo Deportivo            | 2 - 1     | Sportivo Peñarol (C)      | Guillermo Trama      | 24 de noviembre | 17:00    |
| Desamparados                 | 1 - 1     | Deportivo Madryn          | El Serpentario       | 24 de noviembre | 20:00    |
| Juventud Unida Universitario | 0 - 1     | Sportivo Estudiantes (SL) | Mario Sebastián Diez | 24 de noviembre | 20:30    |
| Villa Mitre                  | 1 - 0     | Cipolletti                | El Fortín            | 25 de noviembre | 20:30    |
| Libre: Deportivo Maipú       |           |                           |                      |                 |          |

| Fecha 14                  | Fecha 14  | Fecha 14                     | Fecha 14                      | Fecha 14       | Fecha 14 |
| Local                     | Resultado | Visitante                    | Estadio                       | Fecha          | Hora     |
| ------------------------- | --------- | ---------------------------- | ----------------------------- | -------------- | -------- |
| Deportivo Madryn          | 4 - 1     | Juventud Unida Universitario | Abel Sastre                   | 1 de diciembre | 17:00    |
| Sportivo Peñarol (C)      | 0 - 0     | Deportivo Camioneros         | Ramón Pablo Rojas             | 1 de diciembre | 17:00    |
| Huracán Las Heras         | 0 - 0     | Sol de Mayo                  | General San Martín            | 1 de diciembre | 17:00    |
| Olimpo                    | 2 - 0     | Desamparados                 | Roberto Natalio Carminatti    | 1 de diciembre | 17:00    |
| Ferro Carril Oeste (GP)   | 1 - 3     | Villa Mitre                  | El Coloso del Barrio Talleres | 1 de diciembre | 18:00    |
| Cipolletti                | 1 - 2     | Deportivo Maipú              | La Visera de Cemento          | 1 de diciembre | 20:00    |
| Sportivo Estudiantes (SL) | 0 - 2     | Círculo Deportivo            | Héctor Odicino y Pedro Benoza | 1 de diciembre | 20:00    |
| Libre: Sansinena          |           |                              |                               |                |          |

| Fecha 15                     | Fecha 15  | Fecha 15                  | Fecha 15               | Fecha 15       | Fecha 15 |
| Local                        | Resultado | Visitante                 | Estadio                | Fecha          | Hora     |
| ---------------------------- | --------- | ------------------------- | ---------------------- | -------------- | -------- |
| Deportivo Maipú              | 0 - 1     | Ferro Carril Oeste (GP)   | Omar Higinio Sperdutti | 6 de diciembre | 21:45    |
| Desamparados                 | 2 - 2     | Huracán Las Heras         | El Serpentario         | 6 de diciembre | 21:45    |
| Círculo Deportivo            | 2 - 1     | Deportivo Madryn          | Guillermo Trama        | 7 de diciembre | 17:00    |
| Deportivo Camioneros         | 2 - 0     | Sportivo Estudiantes (SL) | Hugo Moyano            | 7 de diciembre | 17:00    |
| Sol de Mayo                  | 0 - 1     | Sansinena                 | Sol de Mayo            | 7 de diciembre | 17:00    |
| Juventud Unida Universitario | 2 - 0     | Olimpo                    | Mario Sebastián Diez   | 7 de diciembre | 17:30    |
| Villa Mitre                  | 2 - 0     | Sportivo Peñarol (C)      | El Fortín              | 7 de diciembre | 18:00    |
| Libre: Cipolletti            |           |                           |                        |                |          |

1. ↑  Postergado por la participación de Villa Mitre en la Copa Argentina 2018-19.
2. ↑  Suspendido por la inundación del predio donde se encuentra el estadio.[9] Se jugó el 30 de octubre, a partir de las 16:00.

##### Segunda rueda
| Fecha 16                     | Fecha 16  | Fecha 16                  | Fecha 16               | Fecha 16    | Fecha 16 |
| Local                        | Resultado | Visitante                 | Estadio                | Fecha       | Hora     |
| ---------------------------- | --------- | ------------------------- | ---------------------- | ----------- | -------- |
| Deportivo Camioneros         | 2 - 1     | Deportivo Madryn          | Hugo Moyano            | 26 de enero | 17:00    |
| Círculo Deportivo            | 1 - 0     | Olimpo                    | Guillermo Trama        | 26 de enero | 17:30    |
| Cipolletti                   | 1 - 1     | Ferro Carril Oeste (GP)   | La Visera de Cemento   | 26 de enero | 19:30    |
| Juventud Unida Universitario | 3 - 0     | Huracán Las Heras         | Mario Sebastián Diez   | 26 de enero | 21:30    |
| Villa Mitre                  | 1 - 0     | Sportivo Estudiantes (SL) | El Fortín              | 27 de enero | 21:00    |
| Deportivo Maipú              | 1 - 0     | Sportivo Peñarol (C)      | Omar Higinio Sperdutti | 27 de enero | 21:40    |
| Desamparados                 | 2 - 0     | Sansinena                 | El Serpentario         | 27 de enero | 21:45    |
| Libre: Sol de Mayo           |           |                           |                        |             |          |

| Fecha 17                                 | Fecha 17  | Fecha 17                     | Fecha 17                      | Fecha 17     | Fecha 17 |
| Local                                    | Resultado | Visitante                    | Estadio                       | Fecha        | Hora     |
| ---------------------------------------- | --------- | ---------------------------- | ----------------------------- | ------------ | -------- |
| Olimpo                                   | 2 - 0     | Deportivo Camioneros         | Roberto Natalio Carminatti    | 2 de febrero | 17:30    |
| Sol de Mayo                              | 0 - 1     | Desamparados                 | Sol de Mayo                   | 2 de febrero | 17:30    |
| Sansinena                                | 0 - 3     | Juventud Unida Universitario | Luis Molina                   | 2 de febrero | 17:30    |
| Huracán Las Heras                        | 1 - 0     | Círculo Deportivo            | General San Martín            | 2 de febrero | 18:00    |
| Sportivo Estudiantes (SL)                | 0 - 1     | Deportivo Maipú              | Héctor Odicino y Pedro Benoza | 2 de febrero | 21:00    |
| Deportivo Madryn                         | 0 - 0     | Villa Mitre                  | Abel Sastre                   | 3 de febrero | 17:00    |
| Sportivo Peñarol (C)                     | 2 - 2     | Cipolletti                   | Ramón Pablo Rojas             | 3 de febrero | 17:00    |
| Libre: Ferro Carril Oeste (General Pico) |           |                              |                               |              |          |

| Fecha 18                     | Fecha 18  | Fecha 18                  | Fecha 18                      | Fecha 18     | Fecha 18 |
| Local                        | Resultado | Visitante                 | Estadio                       | Fecha        | Hora     |
| ---------------------------- | --------- | ------------------------- | ----------------------------- | ------------ | -------- |
| Ferro Carril Oeste (GP)      | 1 - 0     | Sportivo Peñarol (C)      | El Coloso del Barrio Talleres | 7 de febrero | 21:30    |
| Deportivo Camioneros         | 1 - 1     | Huracán Las Heras         | Hugo Moyano                   | 9 de febrero | 17:00    |
| Círculo Deportivo            | 0 - 1     | Sansinena                 | Guillermo Trama               | 9 de febrero | 17:00    |
| Deportivo Maipú              | 1 - 4     | Deportivo Madryn          | Omar Higinio Sperdutti        | 9 de febrero | 18:30    |
| Cipolletti                   | 2 - 1     | Sportivo Estudiantes (SL) | La Visera de Cemento          | 9 de febrero | 20:00    |
| Villa Mitre                  | 2 - 0     | Olimpo                    | El Fortín                     | 9 de febrero | 21:00    |
| Juventud Unida Universitario | 1 - 0     | Sol de Mayo               | Mario Sebastián Diez          | 9 de febrero | 21:30    |
| Libre: Desamparados          |           |                           |                               |              |          |

| Fecha 19                          | Fecha 19  | Fecha 19                     | Fecha 19                      | Fecha 19      | Fecha 19 |
| Local                             | Resultado | Visitante                    | Estadio                       | Fecha         | Hora     |
| --------------------------------- | --------- | ---------------------------- | ----------------------------- | ------------- | -------- |
| Sportivo Estudiantes (SL)         | 2 - 2     | Ferro Carril Oeste (GP)      | Héctor Odicino y Pedro Benoza | 14 de febrero | 21:30    |
| Olimpo                            | 3 - 0     | Deportivo Maipú              | Roberto Natalio Carminatti    | 16 de febrero | 17:00    |
| Sansinena                         | 1 - 1     | Deportivo Camioneros         | Luis Molina                   | 16 de febrero | 17:00    |
| Sol de Mayo                       | 1 - 1     | Círculo Deportivo            | Sol de Mayo                   | 16 de febrero | 17:00    |
| Huracán Las Heras                 | 0 - 0     | Villa Mitre                  | General San Martín            | 16 de febrero | 17:00    |
| Deportivo Madryn                  | 2 - 1     | Cipolletti                   | Abel Sastre                   | 16 de febrero | 17:00    |
| Desamparados                      | 0 - 1     | Juventud Unida Universitario | El Serpentario                | 16 de febrero | 20:30    |
| Libre: Sportivo Peñarol (Chimbas) |           |                              |                               |               |          |

| Fecha 20                            | Fecha 20  | Fecha 20                  | Fecha 20                      | Fecha 20      | Fecha 20 |
| Local                               | Resultado | Visitante                 | Estadio                       | Fecha         | Hora     |
| ----------------------------------- | --------- | ------------------------- | ----------------------------- | ------------- | -------- |
| Ferro Carril Oeste (GP)             | 2 - 1     | Deportivo Madryn          | El Coloso del Barrio Talleres | 22 de febrero | 21:30    |
| Deportivo Maipú                     | 0 - 0     | Huracán Las Heras         | Omar Higinio Sperdutti        | 23 de febrero | 17:00    |
| Deportivo Camioneros                | 3 - 2     | Sol de Mayo               | Hugo Moyano                   | 23 de febrero | 17:00    |
| Cipolletti                          | 0 - 5     | Olimpo                    | La Visera de Cemento          | 23 de febrero | 20:00    |
| Villa Mitre                         | 0 - 0     | Sansinena                 | El Fortín                     | 24 de febrero | 17:00    |
| Círculo Deportivo                   | 2 - 2     | Desamparados              | Guillermo Trama               | 24 de febrero | 17:00    |
| Sportivo Peñarol (C)                | 1 - 3     | Sportivo Estudiantes (SL) | Ramón Pablo Rojas             | 24 de febrero | 17:30    |
| Libre: Juventud Unida Universitario |           |                           |                               |               |          |

| Fecha 21                         | Fecha 21  | Fecha 21                | Fecha 21                   | Fecha 21      | Fecha 21 |
| Local                            | Resultado | Visitante               | Estadio                    | Fecha         | Hora     |
| -------------------------------- | --------- | ----------------------- | -------------------------- | ------------- | -------- |
| Deportivo Madryn                 | 1 - 0     | Sportivo Peñarol (C)    | Abel Sastre                | 29 de febrero | 17:00    |
| Olimpo                           | 2 - 1     | Ferro Carril Oeste (GP) | Roberto Natalio Carminatti | 1 de marzo    | 17:00    |
| Sol de Mayo                      | 1 - 3     | Villa Mitre             | Sol de Mayo                | 1 de marzo    | 17:00    |
| Sansinena                        | 1 - 1     | Deportivo Maipú         | Luis Molina                | 1 de marzo    | 17:00    |
| Huracán Las Heras                | 0 - 0     | Cipolletti              | General San Martín         | 1 de marzo    | 17:30    |
| Desamparados                     | 2 - 1     | Deportivo Camioneros    | El Serpentario             | 1 de marzo    | 20:30    |
| Juventud Unida Universitario     | 1 - 0     | Círculo Deportivo       | Mario Sebastián Diez       | 1 de marzo    | 20:30    |
| Libre: Sportivo Estudiantes (SL) |           |                         |                            |               |          |

| Fecha 22                  | Fecha 22  | Fecha 22                     | Fecha 22                      | Fecha 22   | Fecha 22 |
| Local                     | Resultado | Visitante                    | Estadio                       | Fecha      | Hora     |
| ------------------------- | --------- | ---------------------------- | ----------------------------- | ---------- | -------- |
| Sportivo Estudiantes (SL) | 1 - 0     | Deportivo Madryn             | Héctor Odicino y Pedro Benoza | 6 de marzo | 21:30    |
| Villa Mitre               | 2 - 0     | Desamparados                 | El Fortín                     | 7 de marzo | 17:00    |
| Deportivo Camioneros      | 0 - 1     | Juventud Unida Universitario | Hugo Moyano                   | 7 de marzo | 17:00    |
| Deportivo Maipú           | 3 - 0     | Sol de Mayo                  | Omar Higinio Sperdutti        | 8 de marzo | 17:30    |
| Ferro Carril Oeste (GP)   | 1 - 1     | Huracán Las Heras            | El Coloso del Barrio Talleres | 8 de marzo | 19:15    |
| Sportivo Peñarol (C)      | 3 - 0     | Olimpo                       | Ramón Pablo Rojas             | 8 de marzo | 20:00    |
| Cipolletti                | 2 - 3     | Sansinena                    | La Visera de Cemento          | 9 de marzo | 21:20    |
| Libre: Círculo Deportivo  |           |                              |                               |            |          |

| Fecha 23                     | Fecha 23  | Fecha 23                  | Fecha 23                   | Fecha 23    | Fecha 23 |
| Local                        | Resultado | Visitante                 | Estadio                    | Fecha       | Hora     |
| ---------------------------- | --------- | ------------------------- | -------------------------- | ----------- | -------- |
| Círculo Deportivo            | 2 - 0     | Deportivo Camioneros      | Guillermo Trama            | 13 de marzo | 17:05    |
| Juventud Unida Universitario | 0 - 0     | Villa Mitre               | Mario Sebastián Diez       | 13 de marzo | 21:30    |
| Sol de Mayo                  | 1 - 1     | Cipolletti                | Sol de Mayo                | 15 de marzo | 16:05    |
| Olimpo                       | 2 - 0     | Sportivo Estudiantes (SL) | Roberto Natalio Carminatti | 15 de marzo | 17:05    |
| Huracán Las Heras            | 0 - 0     | Sportivo Peñarol (C)      | General San Martín         | 15 de marzo | 17:05    |
| Sansinena                    | 1 - 1     | Ferro Carril Oeste (GP)   | Luis Molina                | 15 de marzo | 17:05    |
| Desamparados                 | 1 - 1     | Deportivo Maipú           | El Serpentario             | 15 de marzo | 17:15    |
| Libre: Deportivo Madryn      |           |                           |                            |             |          |

## Goleadores
| Pos. | Jugador              | Jugador         | Goles | Equipo                       |
| ---- | -------------------- | --------------- | ----- | ---------------------------- |
| 1.º  | Bandera de Argentina | Julio Cáceres   | 10    | Chaco For Ever               |
| 2.º  | Bandera de Argentina | Cristian Ibarra | 9     | San Martín (F)               |
| 2.º  | Bandera de Argentina | David Romero    | 9     | Güemes (SdE)                 |
| 3.º  | Bandera de Argentina | Damián De Hoyos | 8     | Juventud Unida Universitario |
| 3.º  | Bandera de Argentina | Fabricio Reyes  | 8     | Central Norte (S)            |
| 3.º  | Bandera de Argentina | Axel Rodríguez  | 8     | Olimpo                       |

## Entrenadores

### Zona A
| Listado de entrenadores       | Listado de entrenadores | Listado de entrenadores |
| Equipo                        | Entrenador/es           | Fechas                  |
| ----------------------------- | ----------------------- | ----------------------- |
| Boca Unidos                   | Daniel Teglia           | 1.ª en adelante         |
| Central Norte (S)             | Ezequiel Medran         | 1.ª en adelante         |
| Chaco For Ever                | Norberto Acosta         | 1.ª en adelante         |
| Crucero del Norte             | Sandro Barbaro          | 1.ª en adelante         |
| Defensores de Belgrano (VR)   | Héctor Storti           | 1.ª en adelante         |
| Defensores de Pronunciamiento | Hernán Orcellet         | 1.ª en adelante         |
| Douglas Haig                  | Sergio Arias            | 1.ª en adelante         |
| Gimnasia y Esgrima (CdU)      | Hugo Fontana            | 1.ª en adelante         |
| Güemes (SdE)                  | Pablo Martel            | 1.ª en adelante         |
| Juventud Unida (G)            | Miguel Ángel Fullana    | 1.ª en adelante         |
| San Martín (F)                | Salvador Ragusa         | 1.ª en adelante         |
| Sarmiento (R)                 | Adrián Tosetto          | 1.ª en adelante         |
| Sportivo Belgrano             | Cristian Domizzi        | 1.ª en adelante         |
| Sportivo Las Parejas          | Leonardo Fernández      | 1.ª en adelante         |
| Unión (S)                     | Marcelo Milanese        | 1.ª en adelante         |

### Zona B
| Listado de entrenadores      | Listado de entrenadores      | Listado de entrenadores |
| Equipo                       | Entrenador/es                | Fechas                  |
| ---------------------------- | ---------------------------- | ----------------------- |
| Cipolletti                   | Gustavo Coronel              | 1.ª en adelante         |
| Círculo Deportivo            | Alexis Matteo                | 1.ª en adelante         |
| Deportivo Camioneros         | Guillermo Calleri            | 1.ª en adelante         |
| Deportivo Madryn             | Jorge Izquierdo              | 1.ª en adelante         |
| Deportivo Maipú              | Carlos Sperdutti             | 1.ª en adelante         |
| Desamparados                 | Víctor Hugo Andrada          | 1.ª a 8.ª               |
| Desamparados                 | Víctor Nazareno Godoy        | 9.ª en adelante         |
| Ferro Carril Oeste (GP)      | Sergio Priseajnuc            | 1.ª en adelante         |
| Huracán Las Heras            | Juan Alejandro Abaurre       | 1.ª en adelante         |
| Juventud Unida Universitario | Darío Alaniz                 | 1.ª en adelante         |
| Olimpo                       | Sergio Lippi                 | 1.ª a 9.ª               |
| Olimpo                       | Pedro Dechat                 | 10.ª a 17.ª             |
| Olimpo                       | Leandro Iribarren (interino) | 18.ª                    |
| Olimpo                       | Alejandro Abaurre            | 18.ª en adelante        |
| Sansinena                    | Jorge Espinosa               | 1.ª en adelante         |
| Sol de Mayo                  | Luis Murúa                   | 1.ª en adelante         |
| Sportivo Estudiantes (SL)    | Héctor Arzubialde            | 1.ª en adelante         |
| Sportivo Peñarol (C)         | Cristian Bove                | 1.ª en adelante         |
| Villa Mitre                  | Carlos Mungo                 | 1.ª en adelante         |